# Anguía
Anguia és una localitat peruana, situada al districte d'Anguia d'on és la capital, a la província de Chota i dins del departament de Cajamarca.
Anguía va ser fundat a l'època colonial i té una riquíssima història. Va adquirir la categoria de districte el 1933, amb la seva Llei de Creació Núm. 7856. Està ubicada a 2450 m s. n. m.

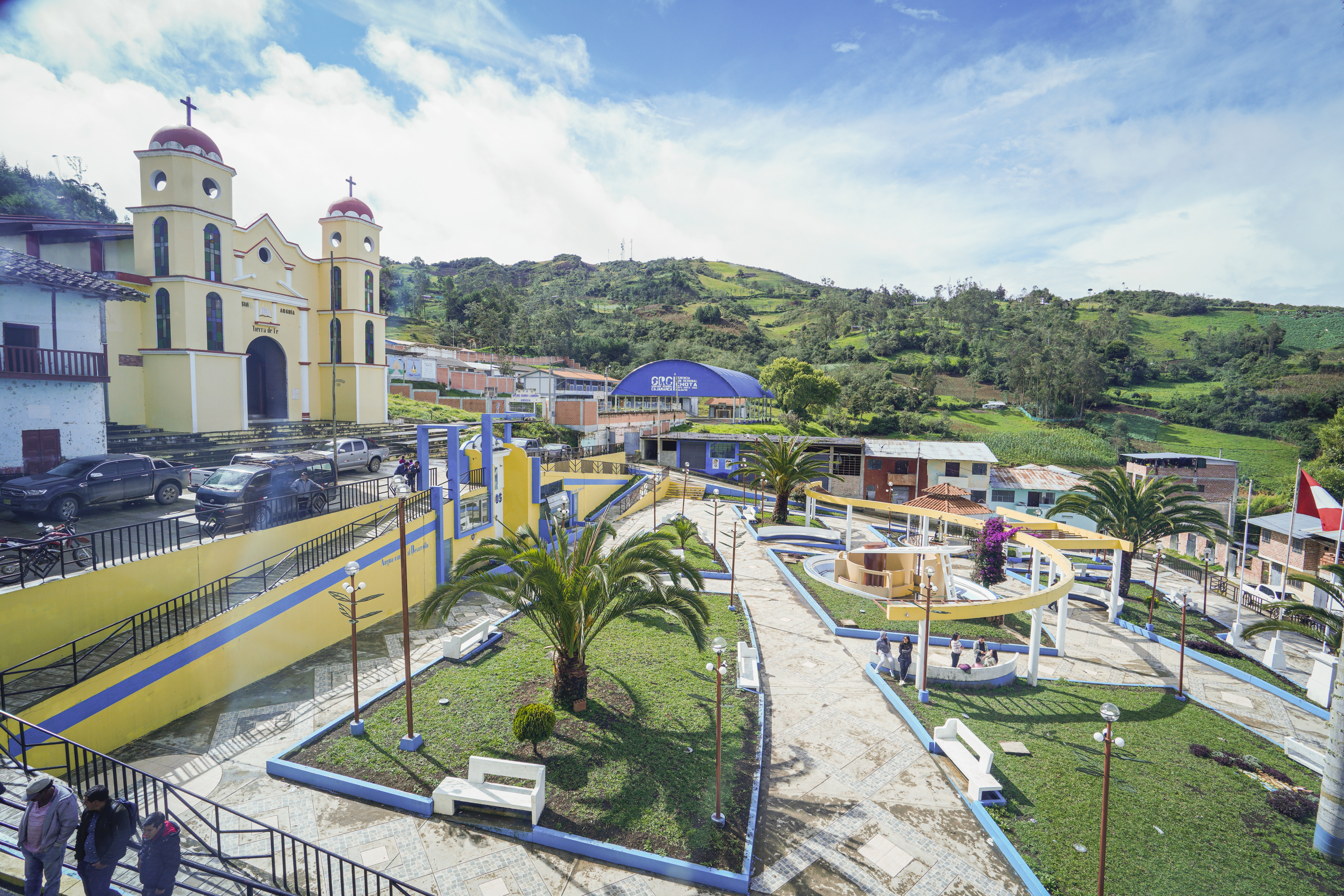
Visió de la Plaça Central de la població d'Anguia. Capital de districte.

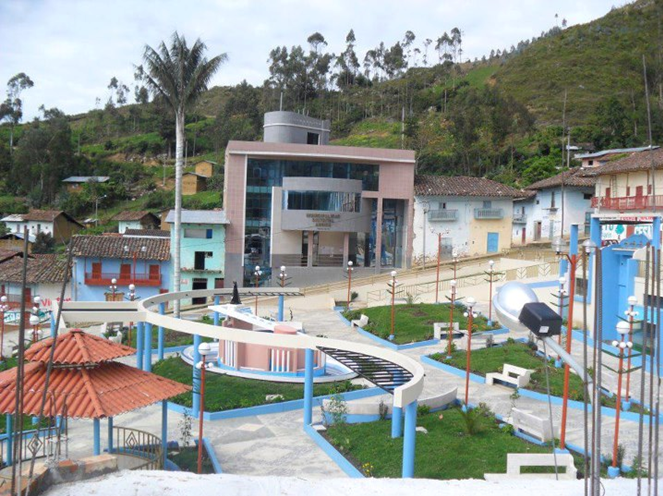
Palau Municipal d'Anguia, situat a la Plaça d'Armes.